# Siergiej Amielin
Siergiej Amielin (ros. Сергей Александрович Амелин; ur. w 1968 w Smoleńsku) – dziennikarz rosyjski, kandydat nauk, wykładowca elektroniki i techniki mikroprocesorowej.
Absolwent Moskiewskiego Instytutu Energetyki. Po studiach był wykładowcą katedry Elektroniki Przemysłowej. W 1995 roku obronił rozprawę kandydacką i otrzymał tytuł kandydata nauk. Później imał się różnych prac. Przez siedem lat pracował m.in. jako dziennikarz Gazety Smoleńskiej. Obecnie jest wykładowcą (na stanowisku docenta) katedry Elektroniki i Techniki Mikroprocesorowej w smoleńskiej filii Moskiewskiego Instytutu Energetyki. Jest autorem książki o projektowaniu układów elektronicznych.
Znany jest przede wszystkim jako autor serii artykułów na smoleńskim forum internetowym, wyjaśniających przebieg katastrofy polskiego samolotu Tu-154M, która wydarzyła się w Smoleńsku 10 kwietnia 2010 roku.

## Ostatni lot: Spojrzenie z Rosji
W grudniu 2010 roku opublikował w Polsce książkę Ostatni lot: Spojrzenie z Rosji, w której opisał śledztwo obywatelskie, jakie od momentu katastrofy toczyło się (i nadal się toczy) na rosyjskich forach internetowych. Uczestnicy tego nieoficjalnego śledztwa próbowali odtworzyć przebieg katastrofy smoleńskiej oraz znaleźć jej przyczyny. Oprócz amatorów w dyskusję włączyli się rosyjscy (i nie tylko) specjaliści, w tym także byli i aktualni piloci tupolewów. Śledztwo internautów stało się samorzutną akcją niepodporządkowaną żadnym z góry określonym zasadom, z wyjątkiem dążenia do weryfikacji wszelkich możliwych hipotez. W swojej książce Amielin opisał główne wyniki tego śledztwa. Książka ukazała się 40 dni przed raportem Międzypaństwowego Komitetu Lotniczego (MAK) z wynikami oficjalnego śledztwa rosyjskiego.

## Twórczość
- Ostatni lot: Spojrzenie z Rosji, wyd. Prószyński Media (Prószyński i S-ka), Warszawa 2010, ISBN 978-83-7648-618-5 - opis ustaleń pierwszego w historii katastrof lotniczych nieoficjalnego śledztwa prowadzonego przez międzynarodową grupę pasjonatów